# Stanotte stiamo insieme
Stanotte stiamo insieme (Dzisiaj śpisz ze mną)	 è un film del 2023 diretto da Robert Wichrowski.
Il film è tratto dal romanzo omonimo di Anna Szczypczynska.

## Trama
Una giornalista deve decidere se restare bloccata in un matrimonio senza passione oppure lasciarsi andare con un ex fidanzato che ha ritrovato e più giovane di lei.

## Distribuzione
Il film è stato distribuito sulla piattaforma Netflix a partire dal 1º marzo 2023.